# Osprey Publishing
Osprey Publishing — издательство, базирующееся в Оксфорде, специализирующееся в основном на военной истории. За время существования им было опубликовано более 4300 книг.

## История
В 1960-х годах компания Brooke Bond запустила серию карточек с военными самолётами, распространявшихся в пачках чая. Карточки стали популярны, и художник Дик Уорд предложил фирме идею выпуска серии иллюстрированных книг о военных самолётах. Идея пришлась по душе руководству Brooke Bond, и для её воплощения была основана издательская компания Osprey. Первая книга издательства вышла в 1969 году. В скором времени Уорд предложил сделать подобную серию книг об известных военных подразделениях. Так в 1971 году появилась серия «Воины» (англ. Men-at-Arms), в 1980-е годы — «Элитные [войска]» (англ. Elite). В конце 1970-х годов издательство было приобретено компанией George Philip Ltd. В 1988 году компанию приобрёла фирма Reed International. В этот период издательский дом постепенно развивался, выпуская новые серии изданий.
В 2007 году компания приобрела издательство Shire Books, в 2010 году — серию научно-фантастических книг «Злой Робот» (англ. Angry Robot). В 2011 году был приобретён издательский дом Old House. В 2014 году Osprey Publishing и приобретённые им компании вошли в состав британского международного издательского дома Bloomsbury Publishing, став частью его импринта Bloomsbury Academic, продолжая работать под своим прежним названием и в своей прежней специализации.
В 2003—2019 годах московские издательства ООО «АСТ» и «Астрель» опубликовали русские переводы некоторых книг издательства в «Военно-исторической серии "Солдат"» и серии «Элитные войска», а издательство «Эксмо» — в серии «Военно-историческая история человечества».

### Комментарии
1. ↑  Словарь говорит об переводе данного словосочетания как «солдат, воин; тяжеловооружённый всадник»